# Philipp Wolfgang Teuffel von Birkensee
Philipp Wolfgang Freiherr Teuffel von Birkensee (* 24. Januar 1722 in Hochdorf; † 1795) war ein preußischer Generalmajor, Chef des Infanterieregiments Nr. 30 und Ritter des Ordens Pour le Mérite.

## Leben
Philipp Wolfgang entstammte der uradeligen Familie Teuffel von Birkensee aus der Pfalz, die im Jahre 1250 in Nürnberg das erste Mal urkundlich erwähnt wird. Im Jahr 1743 kam er als Fähnrich zum Infanterieregiment „Georg Hessen-Kassel“ in preußische Dienste. Schon 1744 wurde er Sekondeleutnant und 1745 Premierleutnant. Im Siebenjährigen Krieg nach der Kapitulation der Sächsischen Armee bei Pirna, erhielt er 1756 eine Grenadierkompanie, die aus gefangenen Sachsen rekrutiert wurde. Er stand beim Infanterieregiment „Wietersheim“ und war auch Generaladjutant des Generals Wietersheim. Aber das Regiment lief bald auseinander und die Reste wurden auf andere Regimenter verteilt. So kam es, dass Birkensee erst im April 1761 wieder eine Kompanie führte, dieses Mal im Infanterieregiment „Wunsch“.
Bereits 1760 war er Major geworden, 1767 Oberstleutnant und im Jahr 1771 Oberst. Im Jahr 1778 wurde er zum Generalmajor ernannt und erhielt im November 1778 vom König das Infanterieregiment „Sobeck“ in Anklam. 1781 bat er um seine Entlassung, die auch im gleichen Jahr genehmigt wurde.
Von 1745 bis 1779 hat er an allen Feldzügen Friedrichs teilgenommen. 1745 kämpfte er mit Auszeichnung in der Schlacht bei Kesselsdorf, sowie 1762 in den Gefechten bei Gostin und Leutmannsdorf, nach letzterem erhielt er den Orden Pour le Mérite. Während des Bayrischen Erbfolgekrieges war er Brigade-Oberst in der Armee des Prinzen Heinrich.